# Dromon
Dromon je bio vrsta broda koji se koristio u antičko doba u Sredozemnom moru. 

## Povijest
Prvi povijesni i književni spomeni mediteranskog broda dromona (na grčkom: δρόμων, trkač) potječu iz 5.- 6. stoljeća. Ovaj se brod spominje u spisu „Variae” rimskog povjesničara Kasiodora; u ravenskom papirusu iz 5. st. (prema J. H. Pryoru); u „Bellum Vandalicum” bizantskog povjesničara Prokopija iz Cezareje.
Dromon je nastao kao lagano i brzo plovilo, karakterizirano uglavnom natkrivenim mostom preko veslačkih klupa i podizanjem ovna iznad vodene linije. Dromoni su također korišteni duž rijeke Po, zna se da je Teodorik Veliki koristio mnoge dromone u opsadi Ravene, a 590. godine bizantski egzarh Smaragdo poslao je flotilu dromona da opsjednu langobardskog kralja Autarija u Paviji.
Od 7. do 12. stoljeća postaje veliki jedrenjak, birema s 25 veslačkih klupa po redoslijedu veslača sa svake strane. Imao je dva reda veslača: jedan ispod i jedan iznad mosta. U gornjem redu, u glavnim dromonima, veslala su po dva veslača na veslo. Dakle, ukupno je mogao imati do 150 veslača.

## Opis
Dno broda bilo je spljošteno i završavalo oštrom zakrivljenošću. Trup je bio prilično zdepast. Na pramcu je stršio ostrug, koji je bio postavljen mnogo više od ovnova brodova iz helenističkog razdoblja, i stoga je mogao oštetiti veslačke klupe neprijateljskih brodova. 
Imao je na krmi i pramcu oružje za ispaljivanje "grčke vatre", mješavine koja se vjerojatno temelji na: nafti, alkoholu, amonijevu nitratu i sumpora, koja se zapalila kada je došla u kontakt sa zrakom ili vodom.